# Vàjgort
Vàjgort (en rus: Важгорт) és un poble de la República de Komi, a Rússia, segons el cens del 2010 tenia 512 habitants.